# Spoorlijn 27
Spoorlijn 27 is een Belgische spoorlijn tussen Brussel en Antwerpen.

## Geschiedenis
Spoorlijn 27 ontstond als verdubbelingslijn van spoorlijn 25. Daardoor werd Antwerpen na Mechelen de eerste Belgische stad die via vier sporen verbonden was met de hoofdstad. Het baanvak Schaarbeek - Mechelen werd al aangelegd in 1908, samen met spoorlijn 27B; het baanvak Mechelen - Kontich in 1930 en het baanvak Kontich - Antwerpen in 1934, tegelijk met de vernieuwing en de elektrificatie van spoorlijn 25. Spoorlijn 27 zelf werd op 11 maart 1950 geëlektrificeerd (3000 volt).
Tussen Hove en Berchem loopt de spoorlijn omheen de stad Mortsel, terwijl spoorlijn 25 in een sleuf verdwijnt. Vanaf de aansluiting Liersesteenweg in Mortsel volgt het goederenvervoer spoorlijn 27A naar de Antwerpse haven. Reizigerstreinen vervolgen hun route naar Antwerpen-Centraal.
Spoorlijn 27 is dubbelsporig uitgevoerd. De baanvaksnelheid bedraagt 120 km/u. De lijn heeft ook het nummer 25E gehad.

## Treindiensten
De NMBS verzorgt het personenvervoer met IC, L-, Piekuur- en ICT-treinen.
| Serie       | Treinsoort            | Route | Bijzonderheden                                                              |
| ----------- | --------------------- | --- | --------------------------------------------------------------------------- |
| IC 09       | Intercity (NMBS)      | Antwerpen-Centraal – Aarschot – [ Leuven – ] Hasselt – Luik-Guillemins                                                      | Rijdt in het weekend Antwerpen-Centraal - Luik-Guillemins.                  |
| IC 10       | Intercity (NMBS)      | Antwerpen-Centraal – Mol – Hamont                                                                                           |                                                                             |
| IC 11       | Intercity (NMBS)      | Binche – La Louvière-Centrum – Brussel-Zuid – Schaarbeek [ – Mechelen – Turnhout ]                                          | Rijdt in het weekend tussen Binche en Schaarbeek.                           |
| IC 13       | Intercity (NMBS)      | Kortrijk – Denderleeuw – Brussel-Zuid – Schaarbeek                                                                          | Rijdt alleen op werkdagen, rijdt soms van/naar Brussel-Zuid.                |
| IC 30       | Intercity (NMBS)      | Turnhout – Antwerpen-Centraal                                                                                               | Stopt op werkdagen niet tussen Herentals en Lier.                           |
| L 2850      | L-trein (NMBS)        | Antwerpen-Centraal – Aarschot – Leuven                                                                                      |                                                                             |
| ICT 6710    | Toeristentrein (NMBS) | [ Neerpelt – ] / [ Turnhout – ] Herentals – Mechelen – Gent-Sint-Pieters – Brugge – Blankenberge                            | Rijdt in juli en augustus.                                                  |
| P 7000/8000 | Piekuurtrein (NMBS)   | [ Oostende – Brugge – ] / [ De Panne – ] / [ Poperinge – Ieper – Kortrijk – ] Gent-Sint-Pieters – Brussel-Zuid – Schaarbeek | Twee treinen per dag per richting. Een trein op zondagavond vanaf De Panne. |
| P 7010/8010 | Piekuurtrein (NMBS)   | [ Gent-Sint-Pieters – ] / [ Sint-Niklaas – Gent-Dampoort – ] Brussel-Zuid – Schaarbeek                                      | Rijdt alleen op werkdagen. Een trein vanaf Sint-Niklaas.                    |
| P 7205/8205 | Piekuurtrein (NMBS)   | Mol – Mechelen – Brussel-Zuid                                                                                               | Rijdt alleen op werkdagen.                                                  |
| P 7210/8210 | Piekuurtrein (NMBS)   | Hasselt – Antwerpen-Centraal                                                                                                | Rijdt alleen op werkdagen.                                                  |
| P 7260/8260 | Piekuurtrein (NMBS)   | Antwerpen-Centraal – Lier – Herentals                                                                                       | Rijdt alleen op werkdagen. Sommige treinen vanaf Lier.                      |
| P 7280/8280 | Piekuurtrein (NMBS)   | Aarschot – Antwerpen-Centraal                                                                                               | Rijdt alleen op werkdagen.                                                  |
| P 7950/8950 | Piekuurtrein (NMBS)   | Kortrijk – Brussel-Zuid – Schaarbeek                                                                                        | Rijdt alleen op werkdagen.                                                  |
| P 8220      | Piekuurtrein (NMBS)   | [ Hamont – ] / [ Essen – Antwerpen-Centraal – ] Leuven – Heverlee                                                           | Een trein op zondagavond.                                                   |

### Gewestelijk Expresnet
Op het traject rijdt het Gewestelijk Expresnet de volgende routes:
| Serie | Treinsoort               | Route                                                                         | Bijzonderheden |
| ----- | ------------------------ | ----------------------------------------------------------------------------- | --- |
| S 1   | S-trein Brussel (NMBS)   | Charleroi-Centraal – /Nijvel – Brussel-Zuid – Mechelen – Antwerpen-Centraal   | Op zondag een deel Brussel-Noord - Nijvel en een deel Brussel-Zuid - Antwerpen-Centraal. Tijdens de week eerste en laatste ritten van/naar Charleroi-Centraal.  |
| S 3   | GEN (NMBS)               | Zottegem – Brussel-Zuid – Schaarbeek                                          | Alleen in het weekend en de spits. |
| S 4   | GEN (NMBS)               | Aalst – Brussel-Schuman – Mechelen                                            | Rijdt alleen op werkdagen. |
| S 5   | GEN (NMBS)               | [ Geraardsbergen – ] Edingen – Halle – Brussel-Schuman – Vilvoorde – Mechelen | Rijdt in de spits van/naar Geraardsbergen. Rijdt in het weekend tussen Halle en Mechelen. Rijdt tijdens de vakantieperiode 1x/u enkel tussen Halle en Mechelen. |
| S 7   | GEN (NMBS)               | Halle – Merode – Vilvoorde                                                    | Rijdt alleen op werkdagen. |
| S 33  | S-trein Antwerpen (NMBS) | Antwerpen-Centraal – Herentals – Mol                                          | Rijdt alleen op werkdagen. |

## Aansluitingen
In de volgende plaatsen is of was er een aansluiting op de volgende spoorlijnen:
Brussel-Noord
Spoorlijn 0 tussen Brussel-Noord en Brussel-Zuid
Spoorlijn 25 tussen Brussel-Noord en Antwerpen-Luchtbal
Spoorlijn 36 tussen Brussel-Noord en Luik-Guillemins
Spoorlijn 36N tussen Brussel-Noord en Leuven
Spoorlijn 50 Brussel-Noord en Gent-Sint-Pieters
Spoorlijn 161/2 tussen Brussel-Noord en Y Josaphat
Schaarbeek
Spoorlijn 25 tussen Brussel-Noord en Antwerpen-Luchtbal
Spoorlijn 26 tussen Schaarbeek en Halle
Spoorlijn 26A tussen Schaarbeek en Y Haren noord
Spoorlijn 26B tussen Schaarbeek en Y Haren noord
Spoorlijn 27D tussen Brussel-Noord en Schaarbeek-Vorming
Spoorlijn 27E in de bundel van Schaarbeek-Vorming
Spoorlijn 27F in de bundel van Schaarbeek-Vorming
Spoorlijn 36 tussen Brussel-Noord en Luik-Guillemins
Spoorlijn 25N tussen Y Albertbrug en Mechelen-Nekkerspoel
Spoorlijn 36N tussen Brussel-Noord en Leuven
Spoorlijn 161 (België) tussen Schaarbeek en Namen
Vilvoorde
Spoorlijn 25 tussen Brussel-Noord en Antwerpen-Luchtbal
Y Weerde
Spoorlijn 27B tussen Y Weerde en Antwerpen-Zuid
Mechelen
Spoorlijn 53 tussen Schellebelle en Leuven
Spoorlijn 53A tussen Muizen en Mechelen
Mechelen-Nekkerspoel
Spoorlijn 25 tussen Brussel-Noord en Antwerpen-Luchtbal
Spoorlijn 25N tussen Y Albertbrug en Mechelen-Nekkerspoel
Spoorlijn 27B tussen Y Weerde en Y Sint-Katelijne-Waver
Y Vrouwvliet
Spoorlijn 27B tussen Y Weerde en Antwerpen-Zuid
Y Duffel
Spoorlijn 13/1 tussen Y Duffel en Y Lint
Kontich-Lint
Spoorlijn 13 tussen Kontich-Lint en Lier
Spoorlijn 25 tussen Brussel-Noord en Antwerpen-Luchtbal
Hove
Spoorlijn 25 tussen Brussel-Noord en Antwerpen-Luchtbal
Y Liersesteenweg
Spoorlijn 27A tussen Y Liersesteenweg en Bundel Rhodesië
Y Drabstraat
Spoorlijn 15 tussen Y Drabstraat en Y Zonhoven
Spoorlijn 27A/2 tussen Y Oost Luithagen en Y Drabstraat
Antwerpen-Berchem
Spoorlijn 25 tussen Brussel-Noord en Antwerpen-Luchtbal
Spoorlijn 59/1 tussen Antwerpen-Centraal en Y West Berchem

## Verbindingssporen
27/1: Y Noord Berchem (lijn 27) - Y Antwerpen-Oost (lijn 12)
27/2: Y Zuid Groenenhoek (lijn 27A) - Y Noord Groenenhoek (lijn 27)